# Fondation Cartier pour l'art contemporain
Pour les articles homonymes, voir Cartier.
Ne doit pas être confondu avec Fondation Henri Cartier-Bresson.
La Fondation Cartier pour l’art contemporain a été créée en 1984 par la Maison Cartier et son président Alain Dominique Perrin. Institution privée entièrement consacrée à l’art contemporain.
Pionnière, la Fondation Cartier pour l’art contemporain a ouvert la voie au mécénat dans le paysage culturel français en proposant un espace d’exposition aux artistes du monde entier, connus et inconnus.
La Fondation Cartier est un espace d’exposition et de création pour les artistes, et un lieu de rencontres avec les publics à travers l’organisation de conférences, de concerts, et de spectacles en relation avec les expositions temporaires.
Anciennement située à Jouy-en-Josas (Yvelines), la Fondation Cartier est localisée, depuis 1994, dans le quartier du Montparnasse, 261, boulevard Raspail, à Paris, dans un bâtiment conçu par l'architecte français Jean Nouvel.

## Site et architecture
De 1984 à 1993, la Fondation Cartier était située dans le domaine du Montcel à Jouy-en-Josas, près de Versailles. Lorsque l'American Center, un centre culturel, choisit de quitter ses locaux du boulevard Raspail qu'il occupait depuis 1934, la Fondation décide de s'installer sur le site et confie à l'architecte Jean Nouvel le soin de réaliser un nouvel édifice de verre et d'acier, inauguré en 1994.
Cette architecture, tout en transparence, offre une surface d'exposition de 1200 mètres carrés. Le bâtiment est entouré d'un jardin conçu par l'artiste Lothar Baumgarten. Son nom, Theatrum Botanicum (es), est emprunté aux livres dans lesquels les moines inventoriaient les plantes médicinales et aromatiques au Moyen Âge. Le jardin compte plus de 240 espèces plantes et fleurs sauvages. Un bilan écologique du jardin (plantes, insectes, oiseaux, chauve-souris) a été réalisé notamment en 2012 et en 2016, à la demande de la Fondation Cartier, par Hortense Serret.
L’architecture abritait un trésor historique : un cèdre planté en 1823 par l’écrivain François-René de Chateaubriand (1768-1848) visible depuis la rue, à travers la façade de verre. Selon le journal Le Parisien, le 22 septembre 2020, l’arbre bicentenaire, victime de la canicule, a dû être coupé. Les défenseurs de l’environnement dénoncent un saccage, la Fondation évoque pour sa part un crève-cœur lié à la sécheresse.
D'ici 2024, pour les 40 ans de la Fondation, son président Alain Dominique Perrin annonce en 2018 le projet de déménager son siège au Louvre des antiquaires (1er arrondissement). Dans un quartier qui connaît un renouvellement architectural et muséal conséquent (Canopée des Halles, Bourse de commerce-Collection Pinault, poste centrale du Louvre, La Samaritaine, etc.), la fondation passerait de 1200 m² de surface d'exposition à 6000. Le site du boulevard Raspail serait transformé en bureaux.

## Projet artistique
La Fondation Cartier pour l’art contemporain a pour objectif de faire découvrir, d’accompagner et de promouvoir la création artistique contemporaine internationale à travers des expositions monographiques et thématiques, l’organisation de spectacles, de concerts, l’édition de livres et de catalogues, et la constitution d’une collection d’œuvres d’art. Certaines des manifestations qu’elle organise à Paris font l’objet de présentations dans des musées à l’étranger.
Elle est pluridisciplinaire. Elle a, notamment, largement contribué à faire connaître les artistes africains et l’art populaire sud-américain. Elle a également, depuis des années, ouvert ses portes à la recherche et aux scientifiques comme l’astrophysicien Michel Cassé, les mathématiciens Cédric Villani, Misha Gromov ou le bioacousticien Bernie Krause.
La Fondation Cartier organise une programmation de spectacles vivants et invite des artistes de toutes disciplines : danse, musique, performances. Elle donne également une large place aux scientifiques et aux auteurs.
La Fondation Cartier a organisé des expositions thématiques comme Yanomami, l'esprit de la forêt (2003), Rock n’roll (2007) , Terre Natale, Ailleurs commence ici avec Raymond Depardon et Paul Virilio (2008), Graffiti (2009),, Mathématiques, un dépaysement soudain (2011),, Le Grand Orchestre des Animaux (2016) ou des expositions de créateurs et d'artistes tels que Seydou Keïta (1994), Matthew Barney (1995), Jean-Paul Gaultier (2004), Agnès Varda (2006) , David Lynch (2007), Beatriz Milhazes (2009), Mœbius (2010), Bruce Nauman (2015), Sally Gabori (2022),,, ou encore Ron Mueck (2023).
La collection de la Fondation Cartier rassemble plus de 1 500 œuvres créées par 350 artistes : peintures, sculptures, vidéos, installations sonores, design, architecture, photographies.
Les œuvres de la collection font régulièrement l’objet de prêts et d’expositions dans les musées du monde entier.

## Fondation Cartier en Chine
En 2018, la Fondation Cartier est accueillie par le Power Station of Art (PSA), à Shanghai. Du 25 avril au 29 juillet, près de 300 œuvres sont présentées pour la première fois au public chinois.
Cette idée est née d’Hervé Chandès et de Fei Dawei (critique d’art et commissaire d’expositions) lors de leur rencontre avec Gong Yan, directrice du PSA.
L’exposition Fondation Cartier pour l’art contemporain : A Beautiful Elsewhere se veut un voyage autour du monde, une exploration des géographies et des imaginaires parcourus par la Fondation à travers ses expositions parisiennes et internationales depuis sa création. Cette exposition pluridisciplinaire présente la photographie avec Daido Moriyama et Raymond Depardon, la peinture avec Chéri Samba et Takeshi Kitano le cinéma avec David Lynch le design avec Marc Newson et Alessandro Mendini la sculpture avec Ron Mueck et Sarah Sze. Elle met aussi en avant des œuvres reliant art et sciences avec l’installation du bio acousticien Bernie Krause et celle des architectes Diller Scofidio + Renfro. Des commandes ont par ailleurs été passées à des artistes comme Jean-Michel Alberola et Christian Boltanski.
Cette exposition permet également à la Fondation Cartier de poursuivre sa découverte de la création contemporaine chinoise. Les artistes Gao Shan, Hu Liu et Li Yongbin y sont invités à faire dialoguer leurs œuvres avec celles de la collection. Ces artistes rejoignent ainsi la communauté de la Fondation Cartier, aux côtés de Cai Guo-Qiang et de Huang Yong Ping – révélés au grand public européen, dès les années 1990, par la Fondation Cartier.

## Expositions
Depuis son ouverture, près de 120 artistes y ont été accueillis en résidence et plus de 150 expositions personnelles et thématiques y ont été organisées :
- 1984 : César
- 1984 : Lisa Milroy (en)
- 1984 : Julian Opie
- 1985 : Vivre en couleur
- 1985 : Natures de rêves
- 1985 : Les Bonsaïs de Rémy Samson
- 1985 : Jean-Pierre Raynaud
- 1985 : Sculptures, première approche pour un parc
- 1986 : Sur les murs
- 1986 : L'Art fun ou l'Enfance de l'art
- 1986 : Raymond Hains
- 1986 : Les Années 60 : 1960-1969, La Décade triomphante
- 1986 : Peintres et sculpteurs espagnols 1981-1986
- 1986 : Evergon
- 1986 : Les Championnes de César
- 1987 : Dominique Gauthier
- 1987 : François Boisrond
- 1987 : Shirley Jaffe
- 1987 : Les Stars de la photo vues par les éditions Condé Nast
- 1987 : Hommage à Ferrari
- 1987 : Emmanuel Pereire
- 1987 : Ian Hamilton Finlay
- 1987 : Daniel Boudinet
- 1988 : Robert Jacobsen et Jean Clareboudt
- 1988 : 17 artistes danois
- 1988 : Alain Bizos
- 1988 : M.D.F : des créateurs pour un matériau
- 1988 : Vraiment faux
- 1988 : Gérard Garouste
- 1988 : La Mode, une nouvelle génération
- 1988 : Scènes de mode : Ouka Lele pour Philippe Model
- 1989 : Judith Bartolani et Claude Caillol
- 1989 : Aspects de la jeune sculpture européenne
- 1989 : Solex-nostalgie
- 1989 : Jochen Gerz
- 1989 : Photographies
- 1989 : Ingo Maurer
- 1989 : Collection Peinture
- 1989 : Couleur Sud
- 1989 : Nos années 80
- 1990 : Bill Viola
- 1990 : Lignes de mire -1
- 1990 : Andy Warhol System: Pub - Pop - Rock
- 1990 : Carnet de voyages - 1
- 1990 : Monique Frydman
- 1991 : Richard Baquié
- 1991 : Lignes de mire - 2
- 1991 : La Vitesse
- 1991 : Jean-Bernard Métais
- 1992 : Machines d'architecture
- 1992 : À visage découvert
- 1993 : Marc Couturier
- 1993 : Yasumasa Morimura
- 1993 : Jeff Wall
- 1993 : Azur
- 1994 : Ron Arad
- 1994 : Richard Artschwager
- 1994 : Pierrick Sorin
- 1994 : Carole Benzaken
- 1994 : Matej Kren
- 1994 : Huang Yong Ping
- 1994 : Chuck Close
- 1994 : Raymond Hains
- 1994 : Seydou Keïta
- 1994 : Shinzo et Roso Fukuhara
- 1995 : Herbert Zangs
- 1995 : Jean-Michel Alberola
- 1995 : Marc Newson
- 1995 : Matthew Barney
- 1995 : Nobuyoshi Araki
- 1995 : Malick Sidibé
- 1995 : Jérôme Deschamps, Macha Makeieff
- 1995 : Tom Wesselmann
- 1995 : Bodys Isek Kingelez
- 1995 : Jean Tinguely
- 1995 : James Lee Byars
- 1995 : Thierry Kuntzel
- 1995 : Vija Celmins
- 1996 : By Night
- 1996 : Miyajima Tatsuo
- 1996 : Comme un oiseau
- 1996 : Double vie, Double vue
- 1997 : Patrick Vilaire
- 1997 : Huang Yong Ping
- 1997 : Alain Séchas
- 1997 : Alain Diot
- 1997 : Coïncidences
- 1997 : Amours
- 1998 : Gérard Deschamps
- 1998 : Panamarenko
- 1998 : Francesca Woodman
- 1998 : Être nature
- 1998 : Issey Miyake
- 1999 : Beaurin Domercq
- 1999 : Gottfried Honneger
- 1999 : Radi Designers
- 1999 : Stan Douglas
- 1999 : Un monde réel
- 1999 : Herb Ritts
- 1999 : Sarah Sze
- 2000 : Cai Guo-Qiang
- 2000 : Guillermo Kuitca
- 2000 : J. D. 'Okhai Ojeikere
- 2000 : Le Désert
- 2000 : Thomas Demand
- 2000 : Bernard Piffaretti
- 2001 : Pierrick Sorin
- 2001 : Alair Gomes
- 2001 : Un art populaire
- 2001 : William Eggleston
- 2001 : Gérard Garouste
- 2002 : Vincent Beaurin, Fabrice Domercq, Alessandro Mendini
- 2002 : Takashi Murakami
- 2002 : Paul Virilio
- 2003 : Yanomami, l'esprit de la forêt
- 2003 : Jean-Michel Othoniel
- 2003 : Daido Moriyama
- 2004 : Marc Newson
- 2004 : Chéri Samba
- 2004 : Jean-Paul Gaultier
- 2004 : Raymond Depardon
- 2004 : Hiroshi Sugimoto
- 2005 : Adriana Varejão
- 2005 : Rinko Kawauchi
- 2005 : J'en rêve
- 2005 : John Maeda
- 2005 :  Ron Mueck
- 2006 : Juergen Teller
- 2006 : Tadanori Yokoo
- 2006 : Agnès Varda
- 2006 : Gary Hill
- 2006 : Tabaimo
- 2007 : David Lynch
- 2007 : Rock'n'roll 39-59
- 2007 : Robert Adams
- 2007 : Lee Bul
- 2008 : Andrea Branzi
- 2008 : Patti Smith
- 2008 :  César, Anthologie par Jean Nouvel
- 2008 : Raymond Depardon, Paul Virilio
- 2009 : Beatriz Milhazes
- 2009 : William Eggleston
- 2009 : Né dans la rue - Graffiti
- 2010 : Beat Takeshi Kitano
- 2010 : Mœbius-Transe-Forme
- 2011 :Vaudou
- 2011 : Mathématiques, un dépaysement soudain
- 2012 : Histoires de voir, Show and Tell
- 2012 : Yue Minjun
- 2013 : Ron Mueck
- 2014 : Diller & Scofidio + Renfro
- 2014 : Les Habitants
- 2014 : America latina 1960-2013
- 2015 : Mémoires vives
- 2015 : Bruce Nauman
- 2015 : Beauté Congo - 1926-2015 - Congo Kitoko
- 2016 : Le Grand Orchestre des animaux
- 2016 : Fernell Franco
- 2016 : Daido Moriyama
- 2017 : Autophoto
- 2017 : Malick Sidibé
- 2018 : Junya Ishigami
- 2019 : Nous les arbres
- 2020 : Claudia Andujar, La Lutte Yanomami
- 2020 : Artavazd Pelechian, La Nature
- 2020 : Sarah Sze, De nuit en jour
- 2021 : Damien Hirst, Cerisiers en fleurs
- 2022 : Graciela Iturbide, Heliotropo 37
- 2022 : Mirdidingkingathi Juwarnda Sally Gabori
- 2022 : Sally Gabori
- 2022 : Fabrice Hyber, La Vallée
- 2023 : Ron Mueck
- 2023 : Bijoy Jain / Studio Mumbai, Le souffle de l’architecte
- 2024 : Matthew Barney, SECONDARY
- 2024 : Olga de Amaral

Certaines expositions sont devenues itinérantes et ont été accueillies par des institutions culturelles étrangères :
- 1999 : Issey Miyake Making Things, Ace Gallery, New York.
- 2002 : William Eggleston, Hayward Gallery, Londres.
- 2006 : Collection of the Fondation Cartier pour l’art contemporain, Museum of Contemporary Art, Tokyo.
- 2009 : David Lynch, The Air Is on Fire, Fondation Ekaterina, Moscou.
- 2012 : Beat Takeshi Kitano, Gosse de peintre, Tokyo Opera City, Tokyo.
- 2013 : Ron Mueck, Museu de Arte moderna, Rio de Janeiro.
- 2017 : Highlights : la Collection de la Fondation Cartier pour l’art contemporain, Seoul Museum of Art, Séoul.
- 2017 : Les Visitants. Un regard de Guillermo Kuitca sur la Collection de la Fondation Cartier pour l’art contemporain, CCK, Buenos Aires.
- 2018 : Fondation Cartier pour l’art contemporain, A Beautiful Elsewhere, Power Station of Art, Shanghai.

## Collection de la fondation
Grazia Quaroni est la conservatrice chargée de la collection de la fondation qui comprend environ 1 400 œuvres, de toutes disciplines et témoignant du travail de près de 400 artistes originaires des cinq continents.

## Direction
La Fondation Cartier a successivement été dirigée par Marie-Claude Beaud (1984-1994) et Hervé Chandès (1994-2023). Depuis le 1er juin 2023, Chris Dercon exerce la fonction de directeur général.

## Localisation
La fondation se situe au numéro 261 du boulevard Raspail dans le 14e arrondissement de Paris.
Elle est accessible par les lignes de métro 4 et 6 aux stations Raspail et Denfert-Rochereau.